# Taiji (chinesische Philosophie)
| Taiji                                        | Taiji       |
| -------------------------------------------- | ----------- |
| Das Tàijí-Symbol – 太極圖 / 太极图, tàijítú. |             |
| Chinesische Bezeichnung                      |             |
| Langzeichen                                  | 太極        |
| Kurzzeichen                                  | 太极        |
| Pinyin                                       | Tàijí       |
| Jyutping                                     | Taai3gik6   |
| Japanische Bezeichnung                       |             |
| Kanji                                        | 太極        |
| Kana                                         | たい･きょく |
| Hepburn                                      | Tai･kyoku   |
| Koreanische Bezeichnung                      |             |
| Hangeul                                      | 태극        |
| Hanja                                        | 太極        |
| RR                                           | Taegeuk     |
| MR                                           | T'aegŭk     |
| Vietnam. Bezeichnung                         |             |
| Quốc Ngữ                                     | Thái cực    |
| Hán tự                                       | 太極        |

Taiji (andere Schreibweisen: Tai Chi, chinesisch 太極 / 太极, Pinyin Tàijí, W.-G. T'ai chi – „Das sehr große Äußerste, die großen Gegensätze, sinngemäß: Ursprung des Kosmos“) bezeichnet das höchste Prinzip des Kosmos. Der Terminus findet sich im Daoismus und auch im Konfuzianismus.

## Verschiedene Definitionsansätze
Eine allgemeine Definition ist schwierig, da der Begriff sehr unterschiedlich verwendet wird und in sich fließend ist. Das Zeichen 太 (tài) bedeutet „sehr“, „höchst“, „äußerst“, „der/die/das Größt(e)“, „der/die/das Höchst(e)“, das Maximum. Das Zeichen 極 / 极 (jí) bedeutet ursprünglich den „Firstbalken“ eines Satteldaches, hat später die Bedeutung von „höchste Position“, „allerhöchste Stelle“, „die Spitze“, „der Pol“, „der/die/das Äußerst(e)“ bekommen. Daraus entwickelte sich die Bedeutung des Hauptpunktes, der Achse, des Zentrums. In den klassischen Schriften Chinas wird auch der Polarstern – gleichsam als Dreh- und Angelpunkt des Himmels – als Tàijí bezeichnet.

### Daoismus
In der daoistischen Tradition bezeichnet das Tàijí vor allem die Einheit der komplementären Polaritäten, ganzheitlich betrachtet also der sich ergänzenden Gegensätze des Yin und Yang. Das Zeichen Yīn (陰 / 阴, veraltet 侌) bezeichnete ursprünglich die im Schatten liegende Seite eines Hügels. Das Zeichen Yáng (陽 / 阳, veraltet 昜) hingegen bezeichnete ursprünglich die der Sonne zugewandte, helle sonnige Seite. Im etymologischen Aufbau des Schriftzeichens hat das Radikal 阝, also 阜, der beiden Zeichen Yīn 陰 / 阴 und Yáng 陽 / 阳 die Bedeutung eines Hügels. Yīn und Yáng vereinigen sich am Gipfel (極 / 极), eben am Tàijí. Damit drückt das Tàijí aus, dass alle Dinge in der Welt der Erscheinungen letztendlich in Harmonie stehen und dass auch scheinbare Gegensätze (z. B. Licht und Schatten) aus demselben Urgrund hervorgehen. Nach daoistischer Lehre ist das Tàijí aus dem Wújí, dem Nicht-Sein, der Leere, entstanden. Aus dem Tàijí hingegen geht die gesamte Welt der Erscheinungen hervor (Wànwù, 萬物 / 万物 – „wörtl. zehntausend Dinge, korrekt: unzählige Dinge“). Tàijí ist damit die Kraft, die die beiden Pole hervorbringt. Im Kapitel 42 des Dàodéjīng von Lǎo Zǐ heißt es hierzu: „Dào erzeugt Eins, Eins erzeugt Zwei, Zwei erzeugt Drei, Drei erzeugt alle Dinge.“ 【道生一。一生二。二生三。三生萬物 / 道生一，一生二，二生三，三生万物。】.

### Konfuzianismus und Allgemeines
Im Konfuzianismus wird das Konzept des Tàijí vor allem durch den neo-konfuzianischen Philosophen Zhū Xī (1130–1200) eingebunden. Kern seiner Lehre ist, dass alle Dinge Lǐ (理 – „im philosophischen Kontext etwa Grund, Vernunft, Prinzip, Logik“) besitzen. Das Lǐ ist unveränderlich, immateriell und den Dingen inhärent. Betrachtet man das Universum als Ganzes, so ist dessen Lǐ eben das Tàijí, also das ordnende Urprinzip des Universums. „Das Tàijí ist einfach das höchste von allem, jenseits dessen nichts sein kann.“ (Zhū Xī)
Häufig wird mit dem Begriff auch nur die symbolische Darstellung des Tàijí bezeichnet, die eigentlich Tàijítú (太極圖 / 太极图, ☯) heißt. Diese allgemein bekannte graphische Darstellung des Tàijí, dann oft auch als Monade bezeichnet, geht vermutlich auf Lái Zhīdé (來知德 / 来知德; 1525–1604), auch als Lái Qūtáng (來瞿唐 / 来瞿唐) bekannt, zurück.
Die Grundidee, alle Dinge so zu denken, als bestünde im Hintergrund eine höhere Harmonie, hat die gesamte ostasiatische Kultur auf das Tiefste beeinflusst. Das Einswerden mit dieser Harmonie des Tàijí beherrscht nicht nur die Spiritualität, sondern wirkt sich auf Wohnen und Städteplanung (mittels der Fēngshuǐ-Lehre), Gartenbau, Gesellschaftsordnung, Medizin und viele andere Bereiche bis in die heutige Zeit aus.

### Sonstiges
Im Westen wird der Begriff zuweilen fälschlicherweise als Kurzform für die Kampfkunst Tàijíquán (太極拳 / 太极拳) verwendet. Auch dieses Übungssystem basiert auf diesem Einswerden mit der Harmonie des Tàijí. Als Kampfkunst bedient es sich dieser Erkenntnisse. Als Formübung ist es der bewegungsmeditative Ansatz mit der Möglichkeit, diese Harmonie zu erreichen.